# 世宗抱川高速公路倒塌事故
世宗抱川高速公路倒塌事故（韩语：／）是2025年2月25日上午發生在韩国世宗抱川高速公路發生的嚴重公安意外，導致4人死亡和6人受傷，其中2名死者和1名傷者為中華人民共和國公民。事故發生後，南韓政府緊急展開救援行動，並對事故原因進行調查。初步推斷事發原因為施作橋樑工程時橋板在連接過程不慎倒塌導致。

## 事發經過
2025年2月25日上午9時49分，南韓世宗抱川高速公路天安至安城區間（천안~안성）9標段的天龍川橋（천용천교）發生高架橋上部結構倒塌事故。事發時，工人正在進行橋面連接作業，橋墩上預先安裝的4至5塊橋面板突然坍塌，導致正在施工的10名工人墜落或被埋。事發後，南韓代理總統崔相穆隨即發布緊急命令。
事故造成4人死亡、5人重傷和1人輕傷。南韓消防當局於當日下午2時21分完成最後一名被困者的救援，然而該名工人已遇難。
據目擊者表示，事發當時橋樑結構突然崩落，伴隨著巨大的聲響與濃厚的灰塵，導致附近區域一度交通中斷。由於該路段仍在施工階段，尚未全面開放通行，因此未造成更多車輛受害，但施工人員的傷亡情況嚴重。